# Arteche
Arteche est une entreprise multinationale de capitalisation indépendante dont le siège social se trouve à Mungia (Biscaye, Espagne). Elle travaille dans le secteur du transport et la distribution électrique.
Elle possède des équipes installées dans plus de 150 pays, soit presque 2 400 employés dans quatre continents (2014).
Arteche divise son activité en trois unités d'affaires: Instrument Transformers, Power Grid et Turnkey Solutions.

## Histoire

### Premières années

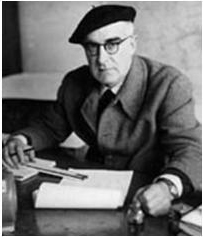
Aurelio Arteche, décembre de 1946.

En 1946, après neuf ans d'un exil ici et là à cause de la guerre d'Espagne d'abord, et de la Seconde Guerre mondiale ensuite, Aurelio de Arteche y Arana (1908-1983) retourne à Bilbao, sa ville natale, pour y fonder une entreprise en suivant le modèle d'Usines Balteau, S.A., entreprise qu'il a connue pendant l'étape belge de son exil. Avec l'aide de sa famille, ses amis et de Marcel Balteau, Aurelio fonde EAHSA, Electrotécnica Arteche Hermanos S.A., en décembre 1946.
Pendant ses premières années, l'entreprise fabrique des transformateurs de mesure de Balteau, avec une licence pour sa commercialisation en exclusivité dans la péninsule ibérique.

### 1954 - 1974
C’est l’étape de plus forte croissance d’Arteche. Sous la supervision technologique d’Usines Balteau pour la fabrication de transformateurs de mesure, et d’ICE-Paris depuis 1961 pour la fabrication de relais auxiliaires, Arteche croît une moyenne de 22,8% par an. Arteche conquiert alors le marché espagnol, devenant une référence pour le secteur électrique du pays.
Néanmoins, avec le temps, les bénéfices de travailler avec une licence d’une autre entreprise ne compensent pas les inconvénients : l’impossibilité de développer une technologie propre, et l’impossibilité de s’étendre au marché international. 

### 1974 - 1995
En 1973 Arteche rompt ses partenariats avec Usines Balteau, et avec ICE-Paris.
Plusieurs faits provoquent cette rupture avec Usines Balteau, comme l’interdiction d’exporter hors d’Espagne, un parternariat d’Usines Balteau avec une entreprise du Portugal malgré la compétence d’Arteche, ou le refus d’Usines Balteau de créer une unité technologique commune. Les fréquents problèmes de livraison expliquent la rupture avec ICE-Paris.
La principale raison d’Arteche pour arrêter cette relation est sa volonté d’exporter ses propres produits, pouvant ainsi développer ses propres technologies. Avec une pleine indépendance technologie, Arteche commence à renouveler son catalogue de produits avec des développements propres. Celle-ci est une étape de croissance modeste, aux alentours d’un 1,5 % par an, puisque la plupart des efforts sont dédiés au développement de nouveaux produits et technologies, et à ouvrir des nouveaux marchés, interdits au groupe jusqu’à ce moment.
Pendant ces années Arteche a certains succès marquants. En 1976 elle fabrique son premier relais de protection, en 1981 son premier transformateur de mesure de 765 kV, et en 1990 son premier transformateur de mesure électronique. Le groupe s'établit en Amérique du Sud en 1979, en Amérique du Nord en 1993[source insuffisante].

### De 1995 au début des années 2010
Arteche s'implante en Asie en 2004, en Océanie en 2010, en même temps qu'elle continue à développer des produits et technologies, comme ses transformateurs d'intensité optiques ou transformateurs de tension pour des sous-stations GIS (2010)[source insuffisante].
Tablant sur son savoir-faire et de l'expérience de son expansion hors d'Espagne, Arteche multiplie ses activités, comme ses équipements et solutions en automatisation et distribution développés depuis 2003, ses solutions en qualité de l’énergie depuis 2005, ou ses projets « clé en main » de parcs éoliens (2006).

### Depuis 2012
Arteche adopte en 2012 une nouvelle identité visuelle. Le nouveau logotype se fonde sur une fractale, succession de lignes presque parallèles, se répétant à différentes échelles, avec les couleurs de la compagnie, le bleu et vert illustrant sa responsabilité sociale et environnementale[réf. nécessaire], en un doux dégradé. Arteche essaie ainsi de transmettre ses valeurs, la croissance escaladée, uniforme et constante, avec flexibilité et capacité d'adaptation, ce que veut compléter sa devise Moving Together.

## Activités

### Secteurs d'affaires

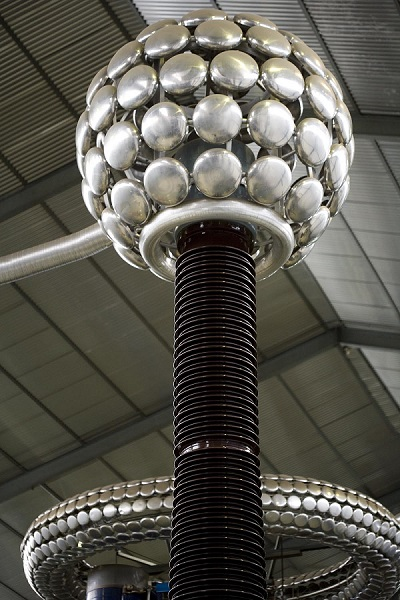
Laboratoire de Ultra Grande Tension de Arteche

Le groupe Arteche a presque 2 400 employés répartis sur quatre continents, comptant plus de 150 pays. Le groupe est organisé en trois unités commerciales différentes : 
- Instrument Transformers : premier fabricant indépendant[réf. nécessaire] de transformateurs de mesure, avec présence en Europe, Amérique, Asie et Océanie ;
- Power Grid : fabricant d’équipements, dispositifs et solutions pour optimiser la gestion opérationnelle des réseaux électriques de transport, distribution et génération, de relais pour applications critiques, solutions en qualité de l’énergie, équipes d’interruption aérienne en moyenne tension, automatisation, contrôle, protection et mesure, avec présence en Europe, Amérique, Moyen-Orient et Asie ;
- Turnkey Solutions : développe des solutions intégrales « clé en main » pour la génération renouvelable, sous-stations et ligne de transmission et de distribution, avec présence en Amérique et Europe.

### Recherche et développement
Arteche possède le laboratoire d'ultra haute tension de l'Espagne, un des plus grands de l'Europe, qui lui permet d'essayer des transformateurs de mesure jusqu'à 1 200 kV.

## Entreprises du Groupe Arteche

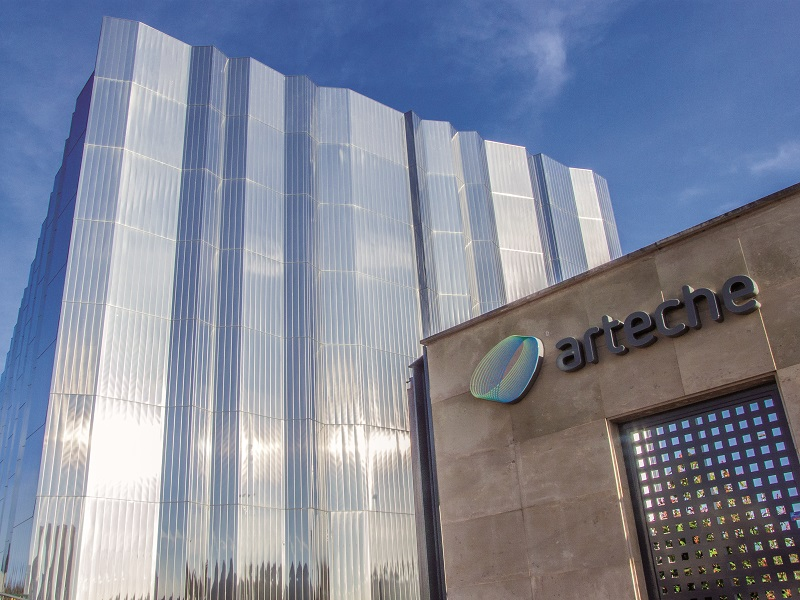
Siège de Arteche à Mungia

Le Groupe Arteche compte avec diverses entreprises autour du monde, en Europe, l'Amérique, l'Asie et Océanie.
- Les entreprises européennes du groupe sont localisées en Espagne, à Mungia, Vitoria ou Madrid : Arteche Lantegi Elkartea, Arteche Centre de Technologie, Electrotécnica Arteche Frères, Arteche Nissin, Systèmes Devancés de Contrôle ou Arteche W2PS.
- Arteche a aussi une présence directe en Amérique du Sud, en Argentine à travers Arteche AIT, au Chili à travers Arteche Chili, ou au Brésil à travers Arteche EDC Equipements et Systèmes, et STK Systèmes II Brésil.
- En Amérique du Nord, Arteche USA aux États-Unis et Transformateurs et Technologie, Arteche ACP, Arteche Mesure et Technologie, INELAP et Arteche Mexique Turnkey Solutions pour le Mexique.
- L'Asie voit, elle aussi, une présence directe d'Arteche Arteche DYH en Chine, Arteche Middle East aux Émirats Arabes Unis, et Arteche SmartGrid Inde en Inde.